# Thelma Ritter
Thelma Ritter (* 14. Februar 1902 in New York City, New York; † 4. Februar 1969 ebenda) war eine US-amerikanische Schauspielerin. Sie machte sich ab Ende der 1940er-Jahre einen Namen als Charakterdarstellerin und trat vorwiegend als prägnante Nebendarstellerin in Erscheinung. Sie verkörperte häufig Frauen fortgeschrittenen Alters, die durch ihren schnoddrigen Humor auffallen.

## Leben und Karriere
Thelma Ritter wurde 1902 im New Yorker Stadtteil Brooklyn geboren. Bereits als Schülerin wirkte sie in Schultheateraufführungen und bei Laienspielgruppen mit; später nahm sie Schauspielunterricht an der American Academy of Dramatic Arts. Sie arbeitete zunächst als Bühnenschauspielerin, war dann vorübergehend Hausfrau und Mutter. In den frühen 1940er Jahren war sie beim Radio tätig.
Als Filmschauspielerin trat sie erstmals 1947 in Das Wunder von Manhattan in Erscheinung. Sie war mehrfach für die begehrtesten Film- und Schauspielpreise nominiert, so unter anderem für den Oscar, den Golden Globe und den Emmy, aber nur einmal erhielt sie tatsächlich eine solche Auszeichnung – einen Tony Award. Daher wird Ritter häufig in einem Atemzug genannt mit Deborah Kerr, diejenige Schauspielerin, die am häufigsten für einen Preis vorgeschlagen wurde, ohne jemals einen zu gewinnen. Mit sechs Nominierungen hält sie bis heute den Rekord, am häufigsten bei den Oscars in der Kategorie Beste Nebendarstellerin nominiert worden zu sein, doch gewinnen konnte sie ihn nie. Schauspielerin Ritter kommentierte dies mit den folgenden Worten: „Nun weiß ich, wie es sich anfühlt, immer die Brautjungfer und niemals die Braut zu sein.“
Ritter kam erst in mittleren Jahren zum Film und war schon allein deshalb, anders als viele Kolleginnen, nie auf das Image der Liebhaberin oder Verführerin festgelegt. Stattdessen spezialisierte sich die erfahrene Charakterschauspielerin auf die Darstellung scharfzüngiger, burschikoser Damen fortgeschrittenen Alters. Den entsprechenden Nebenrollen gab Ritter ein scharfes Profil. Dem heutigen Publikum ist Thelma Ritter wohl vor allem bekannt durch ihre Rollen als Krankenschwester des von James Stewart gespielten L.B. Jeff Jefferies in Das Fenster zum Hof (1954), als beflissenes Dienstmädchen von Margo Channing (Bette Davis) in Alles über Eva (1950) und als trinkfeste Haushälterin Alma von Doris Day in Bettgeflüster (1959). In all diesen Rollen stach sie durch ihre Schlagfertigkeit und ihre schnoddrige Art hervor. Neben diesen eher komödiantisch geprägten Rollen spielte sie jedoch auch sehr ernste Rollen, etwa als alternde Prostituierte und Polizeiinformantin, die nichts mehr von ihrem Leben erwartet, in Samuel Fullers Polizei greift ein (1953) und in der Rolle einer etwas vereinsamten Freundin von Marilyn Monroes Figur in John Hustons Misfits – Nicht gesellschaftsfähig (1961).
Kurz nach einem Auftritt in der Jerry Lewis Show erlitt Thelma Ritter 1969 einen Herzinfarkt, von dem sie sich nicht mehr erholte. Sie starb zehn Tage vor ihrem 67. Geburtstag. Mit ihrem Mann Joseph Moran war sie seit 1927 verheiratet, sie hatten zwei Kinder.

## Trivia
Der Comic-Zeichner Ted Benoît hat Thelma Ritter in seinen Comics ein Denkmal gesetzt, indem er seinem Detektiv und Privatier Ray Banana die Haushälterin Thelma Ritter zur Seite stellte.

## Filmografie (Auswahl)
- 1947: Das Wunder von Manhattan (Miracle on 34th Street)
- 1948: Kennwort 777 (Call Northside 777)
- 1949: Ein Brief an drei Frauen (A Letter to Three Wives)
- 1949: Die Brut des Satans (City Across the River)
- 1950: Mordsache: Liebe (Perfect Strangers)
- 1950: I’ll Get By
- 1950: Alles über Eva (All About Eve)
- 1951: SOS – Zwei Schwiegermütter (The Mating Season)
- 1951: As Young as You Feel
- 1951: The Model and the Marriage Broker
- 1952: Mit einem Lied im Herzen (With a Song in My Heart)
- 1953: Der Untergang der Titanic (Titanic)
- 1953: Polizei greift ein (Pickup on South Street)
- 1954: Das Fenster zum Hof (Rear Window)
- 1955: Daddy Langbein (Daddy Long Legs)
- 1955: Ich will, dass du mich liebst (Lucy Gallant)
- 1956: Alfred Hitchcock präsentiert (Alfred Hitchcock Presents, Fernsehserie, Folge The Baby Sitter)
- 1956: Auch Helden können weinen (The Proud and Profane)
- 1959: Eine Nummer zu groß (A Hole in the Head)
- 1959: Bettgeflüster (Pillow Talk)
- 1961: Nicht gesellschaftsfähig (The Misfits)
- 1961: Ein Stern im Westen (The Second Time Around)
- 1962: Der Gefangene von Alcatraz (Birdman of Alcatraz)
- 1962: Das war der Wilde Westen (How the West Was Won)
- 1963: Der Fuchs geht in die Falle (For Love or Money)
- 1963: Eine neue Art von Liebe (A New Kind of Love)
- 1963: Eine zuviel im Bett (Move Over, Darling)
- 1965: Boeing-Boeing
- 1967: Incident – und sie kannten kein Erbarmen (The Incident)
- 1968: Hochzeitsnacht vor Zeugen (What’s So Bad About Feeling Good?)

## Auszeichnungen

### Tony Awards
- Tony Awards: Auszeichnung als Beste Hauptdarstellerin (Musical) 1957 in New Girl in Town (zusammen mit Gwen Verdon)

### Oscar
- Nominierung als beste Nebendarstellerin in Alles über Eva (1950)
- Nominierung als beste Nebendarstellerin in SOS – Zwei Schwiegermütter (1951)
- Nominierung als beste Nebendarstellerin in Mit einem Lied im Herzen (1952)
- Nominierung als beste Nebendarstellerin in Polizei greift ein (1953)
- Nominierung als beste Nebendarstellerin in Bettgeflüster (1959)
- Nominierung als beste Nebendarstellerin in Der Gefangene von Alcatraz (1962)

### Emmy
- Nominierung als beste Nebendarstellerin in Goodyear Television Playhouse für die Folge The Catered Affair

### Golden Globe
- Nominierung als beste Nebendarstellerin in Alles über Eva (1950)
- Nominierung als beste Nebendarstellerin in SOS – Zwei Schwiegermütter (1951)
- Nominierung als beste Nebendarstellerin in Boeing-Boeing (1965)